# José de la Revilla
José de la Revilla Gironza (Burgos, 19 de marzo de 1796 - Madrid, 29 de diciembre de 1859) fue un crítico literario y escritor español, padre del también crítico Manuel de la Revilla.

## Biografía
Sus padres fueron Francisco de la Revilla (natural de Santurce, Vizcaya) y María Gironza (de Zaragoza), pero fallecieron cuando era aún muy niño y se crio con un afrancesado, su tío Manuel de Tramarría, director del instituto madrileño de Noviciado, por lo que tiene que marchar al exilio en Francia abandonándolo a su vez. A duras penas terminó Filosofía en los Reales Estudios de San Isidro y pidió a Fernando VII un puesto en la Administración pública, que obtuvo en la forma de una plaza de Escribiente en la Contaduría del Gran Priorato de San Juan el 12 de octubre de 1815; así inicia una carrera de treinta años —aunque no continuados— como funcionario público. Se compromete con la causa liberal de Rafael del Riego y es reclutado como miliciano del ejército defensor de la Constitución que defiende Cádiz de la Santa Alianza; eso le supuso ser apartado de la Administración durante años. Subsiste sin embargo de su trabajo intelectual y es nombrado individuo de número de la Real Academia Sevillana de Buenas Letras y el 18 de febrero de 1836 entra en la Academia Española como individuo honorario, para ser nombrado el 9 de febrero de 1837 supernumerario. Ese mismo año 1837 y el siguiente imparte lecciones sobre literatura española en el Ateneo Científico y Literario de Madrid.
En 1838 es readmitido en la Administración pública y nombrado Secretario Contador y Conservador de Máquinas del Conservatorio de Artes. Entre 1838 y 1840 escribe crítica literaria y teatral en el Semanario Pintoresco (un bosquejo del actor Isidoro Máiquez, una biografía de Moratín, otra de Cervantes, una crítica de la reedición de las obras de Quevedo, una biografía de Francisco Sánchez Barbero y artículos sobre La Celestina y Alain René Lesage, entre otros). En 1840 es nombrado catedrático de Literatura española en el Conservatorio de Música y Declamación, y el 23 de noviembre es ascendido a Oficial primero de la clase de segundos de la Secretaría de la Dirección General de Estudios. En 1843 imprime una edición de la Historia de la conquista de México, población y progresos de la América septentrional, conocida por el nombre de Nueva España del escritor barroco Antonio de Solís; le añade copiosas notas, un prólogo y la Vida de Don Antonio de Solís del ilustrado Gregorio Mayáns y Siscar, y le agrega como apéndice un Resumen histórico de la conquista de la Nueva España, desde la rendición de México hasta el fallecimiento de Hernán Cortés escrito enteramente por él. Reimprimirá el libro en 1858 con pocos cambios.
El 28 de agosto de 1844 fue ascendido a Oficial cuarto de la clase de segundos de la Secretaría del Ministerio de la Gobernación; se convierte en protector de Julián Sanz del Río y es él quien lo apoya para que vaya pensionado a Europa y gracias a él entra en contacto con el krausismo belga y luego con el alemán. Interviene al año siguiente junto con el ministro Pedro José Pidal —marqués de Molíns—, el futuro director general de Instrucción pública Antonio Gil de Zárate y el Oficial Pedro Juan Guillén en la creación de un plan de estudios que reforma los estudios universitarios de lo que hoy se denominan "humanidades", el llamado "plan de 1845" o "plan Pidal". El 14 de diciembre de ese mismo año se casa con María del Carmen Moreno Redondo y publica su tercera obra importante: Vida artística de Isidoro Máiquez, primer actor de los teatros de Madrid. En 1846 nace su único hijo Manuel de la Revilla.
El 11 de marzo de 1847 asciende a Oficial primero de la clase de terceros del Ministerio de Comercio, Instrucción y Obras públicas, para ser ascendido el 21 de octubre a Oficial segundo. Al año siguiente (1848), recibe un nuevo reconocimiento al ser nombrado Comendador de la Orden de Carlos III. En 1850 es ya Oficial segundo de la clase de primeros y el 12 de diciembre de 1851 es nombrado Jefe de Sección del Ministerio de Gracia y Justicia, donde había sido adscrita la Dirección general de Instrucción pública. Con la revolución de 1854 cayó en desgracia, pero no llegó a ser cesado, y el 12 de mayo se creó para él una plaza de Inspector de los establecimientos de enseñanza del reino y fue nombrado Vocal del Real Consejo de Instrucción pública.
Fue estudiado a su vez por los biógrafos Nicomedes Pastor Díaz, Eugenio de Ochoa y Manuel Ovilo y Otero.

## Obras
- Juicio crítico de D. Leandro Fernández de Moratín como autor cómico, y comparación de su mérito con el del célebre Molière. Memoria premio de la Real Academia Sevillana de Buenas Letras el 6 de enero de 1833. (Sevilla, Hidalgo y Compañía, 1833)
- "Disertación sobre el Romanticismo", en Memorias de la Real Academia Sevillana de Buenas Letras, 2 (1843), pp. 1-24.
- Resumen histórico de la conquista de la Nueva España, desde la rendición de México hasta el fallecimiento de Hernán Cortés
- Vida artística de Isidoro Máiquez, primer actor de los teatros de Madrid (Madrid, Miguel de Burgos, 1845 y Madrid, Medina y Navarro, 1874).
- Edición de Antonio de Solís, Historia de la conquista de México, población y progresos de la América septentrional, conocida por el nombre de Nueva España. Madrid, Denné Hidalgo, 1858
- Breve reseña del estado presente de la Instrucción pública en España con especial atención a los estudios de filosofía (Madrid, Eusebio Aguado, 1854)